# Rio Branco do Sul
Rio Branco do Sul é um município do estado do Paraná, no Brasil, conhecido como a Capital do Cimento. Faz parte da Região Metropolitana de Curitiba e do Vale do Ribeira e sua população foi estimada em 32 397 habitantes, conforme dados do IBGE de 2019.
A vila foi fundada por mineradores de ouro no século XIX com o nome de Votuverava, e seu início se deve à devoção a Nossa Senhora do Amparo.

## Geografia
O município é constituído de dois distritos: Rio Branco do Sul (sede) e Açungui.

## Etimologia
O nome do município é uma homenagem a José Maria da Silva Paranhos, o Barão do Rio Branco, ilustre diplomata brasileiro, que, em terras paranaenses, notabilizou-se na "Questão de Palmas", na região sudoeste do Estado, em 1895.

## História
Toda esta grande região do planalto curitibano, onde está inserido o território do município de Rio Branco do Sul, foi amplamente movimentada por expedições exploradoras, que vinham à cata do ouro e do gentio. Este último objetivo era facilitado pela grande quantidade com que eram encontrados por estas paragens os primeiros habitantes do Paraná, os povos indígenas.
Ao longo das inúmeras incursões, muitos povoados foram surgindo, nas áreas que demandavam as fraldas da Serra da Bocaina até o Vale do Açungui. A primeira povoação que deu origem ao atual município de Rio Branco do Sul foi "Nossa Senhora do Amparo". Este vilarejo recebeu, em 1790, a visita do padre Francisco das Chagas Lima, que benzeu o cemitério da localidade e rezou uma missa. Mais tarde, o padre Chagas iria celebrizar-se por ocasião da povoação dos Campos de Guarapuava. Nesta época, florescia o povoado de Rocinha, não muito distante de "Nossa Senhora do Amparo".
No ano de 1825, o padre Antonio Teixeira Camello, observando o crescente progresso da povoação de "Nossa Senhora do Amparo", com sua gente se dedicando à lavoura e às minas de ouro que existiam aqui e acolá, pleiteou, junto ao governo da Província de São Paulo, e ao bispo de prelazia, a criação de uma freguesia naquela localidade. No entanto, seus apelos não foram ouvidos. Em 1831, o vilarejo teve sua denominação alterada para Votuverava, termo da língua geral meridional que significa "montanha brilhante" (votura, "montanha" + beraba, "brilhante"). O capelão era o padre Camargo e, no ano de 1834, a povoação era pastoreada por um vigário.
Com a criação da Província do Paraná em 1853, mudou-se o conceito político, e um número muito grande de novas unidades municipais foi criado, para servir de sustentação política ao novo governo. Neste contexto, o povoado ganha foros de freguesia, através da Lei Provincial nº 30 de 7 de abril de 1855. Em 1861, Domingos Costa doa terreno para que a freguesia seja transferida de lugar, o que se efetiva pela Lei nº 67, do dia 23 de maio. Esta mudança dura dez anos, voltando depois à sua antiga localização.
Pela Lei Provincial nº 255, de 16 de março de 1871, foi criada a Vila de Nossa Senhora do Amparo de Votuverava, que, em 3 de abril do mesmo ano, ganhou foros de município, com a denominação alterada para simplesmente Votuverava, com território desmembrado de Curitiba.
As lideranças municipais de Votuverava optam por nova mudança de sede municipal, desta vez indo para o antigo arraial da Rocinha. Esta escolha, depois de consolidada, foi efetivada pela Lei Estadual nº 733, de 21 de fevereiro de 1908, ocasião em que Votuverava perde sua denominação, passando a se chamar Vila Rio Branco.
Pelo Decreto estadual nº 7.573, de 20 de outubro de 1938, extingue-se o município de Rio Branco, passando a pertencer territorialmente ao município de Cerro Azul. Através do Decreto-Lei Estadual nº 199, de 30 de dezembro de 1943, em tempos de Estado Novo e de ajustes políticos, passou à condição de simples distrito de Cerro Azul, com a denominação alterada para Votuverava.
Somente no 10 de outubro de 1947, pela Lei Estadual nº 2, é que a autonomia política foi restaurada, voltando à denominação de "Rio Branco", desta vez acrescida de "do Sul", para diferenciá-la da capital acreana homônima, Rio Branco.

## Transporte
O município de Rio Branco do Sul é servido pela rodovia PR-092, que liga Curitiba a Palmital (na divisa entre Paraná e São Paulo) 

## Filhos ilustres
- Bruna Louise, humorista
- Nhô Belarmino (músico)
- Laurentino Rosa dos Santos (Escultor, artista popular)
- Gil Monteiro (Cantor Gospel)